# Rodolphe Rubattel
Pour les articles homonymes, voir Rubattel.
Rodolphe Rubattel, né le 4 septembre 1896 à Villarzel et mort le 18 octobre 1961 à Pully, est une personnalité politique suisse, membre du Parti radical-démocratique. Il est conseiller fédéral de 1948 à 1954.

## Biographie
Rodolphe Rubattel est le fils d'Ernest Rubattel, conseiller d'État vaudois et conseiller national, et le neveu d'Ernest Chuard, conseiller fédéral. Il fait des études de droit à l'Université de Lausanne et passe son doctorat sur la réglementation du travail agricole en Suisse en 1922. Membre de la société d'étudiants Helvetia dès 1914, il en sera plusieurs fois président. 
Rodolphe Rubattel entame ensuite une carrière de journaliste et travaille dans différents quotidiens vaudois avant de prendre la direction de la Revue de Lausanne en 1932. Membre du parti radical-démocratique, il est élu au Grand Conseil en 1933, mais le quitte en 1939 une fois nommé directeur de l'Hôpital cantonal. Il reviendra à la politique quelques années plus tard : en 1944, il est élu au Conseil d'État et occupe le département de l'agriculture. Trois ans plus tard, sans avoir jamais été député aux chambres fédérales, il est élu au Conseil fédéral (1948-1954) (64e conseiller fédéral de l'histoire[réf. nécessaire]). Succédant à Walther Stampfli, il prend en charge le département de l'économie et travaille à la sortie de l'économie de guerre.
Affaibli dans sa santé, Rodolphe Rubattel démissionne en 1954 et décède le 18 octobre 1961 à Pully.

## Sources
- Urs Altermatt, Le Conseil fédéral : Dictionnaire biographique des cent premiers conseillers fédéraux, Yens-sur-Morges, Cabédita, 1993, 672 p. [détail des éditions] (présentation en ligne)
- « Rodolphe Rubattel », sur la base de données des personnalités vaudoises sur la plateforme « Patrinum » de la Bibliothèque cantonale et universitaire de Lausanne.
- "Vingt portraits politiques", in Encyclopédie illustrée du Pays de Vaud, t. 12: Bibliographie vaudoise, Lausanne, 1987, p. 128
- Olivier Meuwly, sites et références mentionnés
- photographie de groupe in Le nouveau Conteur vaudois et romand, 1947, p. 107
- Informations sur Rodolphe Rubattel avec résultat de l'élection sur le site internet du Conseil fédéral suisse.
- Documents Diplomatiques Suisses (DDS)